# Dessiè (sous-marin)
Le Dessiè est un sous-marin italien de la classe Adua, qui servit dans la Regia Marina durant la Seconde Guerre mondiale. 
Il est nommé d'après la ville de Dessie (en italien : Dessiè), dans le centre-nord de l'Éthiopie. 

## Caractéristiques
Les sous-marins de la classe Adua sont des sous-marins de petite croisière à simple coque avec double fond central et bulges latéraux, pratiquement identiques à ceux de la série précédente Perla dont ils constituent une répétition. C'est la plus grande série de la classe 600 et donne de bons résultats au cours du conflit, bien que la vitesse de surface soit plutôt faible, les bateaux sont robustes et maniables. Il y a de petites différences dans le déplacement et les détails de construction entre les unités construites sur des sites différents.
Ils déplaçaient 697,25 tonnes en surface et 856,40 tonnes en immersion. Les sous-marins mesuraient 60,18 mètres de long, avaient une largeur de 6,45 mètres et un tirant d'eau de 4,7 mètres.
Pour la navigation de surface, les sous-marins étaient propulsés par deux moteurs diesel de 600 chevaux (447 kW), chacun entraînant un arbre d'hélice. En immersion, chaque hélice était entraînée par un moteur électrique de 400 chevaux-vapeur (298 kW). Ces moteurs électriques étaient alimentés par une batterie d'accumulateurs au plomb composée de 104 éléments. Ils pouvaient atteindre 14 nœuds (26 km/h) en surface et 7,5 nœuds (13,9 km/h) sous l'eau. En surface, la classe Adua avait une autonomie de 3 180 milles nautiques (5 890 km) à 10,5 noeuds (19,4 km/h), en immersion, elle avait une autonomie de 74 milles nautiques (137 km) à 4 noeuds (7,4 km/h)
Les sous-marins étaient armés de six tubes lance-torpilles internes de 53,3 cm, quatre à l'avant et deux à l'arrière. Une torpille de rechargement était transportée pour chaque tube, pour un total de douze. Ils étaient également armés d'un canon de pont de 100 mm OTO 100/47 pour le combat en surface. L'armement antiaérien léger consistait en une ou deux paires de mitrailleuses Breda Model 1931 de 13,2 mm

## Construction et mise en service
Le Dessiè est construit par le chantier naval Cantieri navali Tosi di Taranto (Tosi) de Tarente en Italie, et mis sur cale le 20 avril 1936. Il est lancé le 20 novembre 1936 et est achevé et mis en service le 14 avril 1937. Il est commissionné le même jour dans la Regia Marina.

## Historique
Dès sa mise en service, le Dessiè est affecté au 43e escadron de sous-marins à Tarente. En août-septembre 1937, pendant la guerre d'Espagne, il opère en mer Égée contre le trafic en faveur de l'Espagne républicaine, mais il n'obtient aucun résultat.
Déployé à Tobrouk en 1938, il est transféré en 1940 à Tarente puis à Augusta, où il se trouve à l'entrée de l'Italie dans la Seconde Guerre mondiale, sous les ordres du capitaine de corvette Fausto Sestini.

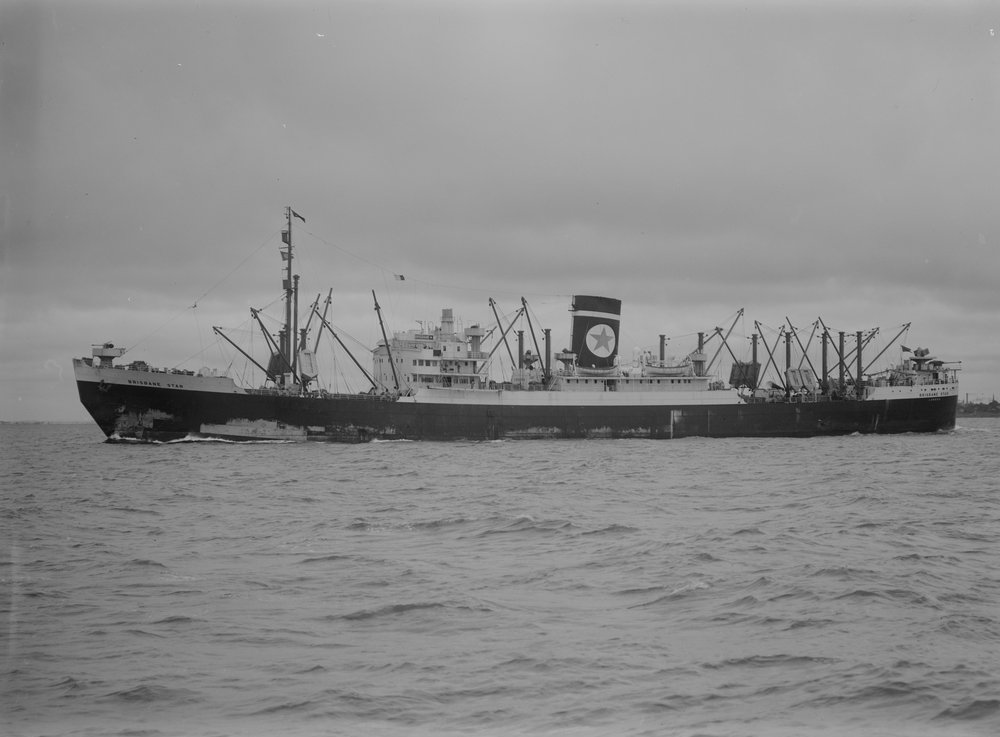
Le navire à moteur Brisbane Star, endommagé par le Dessiè pendant la bataille de Mezzo Agosto

Le 8 août 1940, il est envoyé au large de la Crète et le 13, dans la soirée, il aperçoit un navire marchand rapide, sans pouvoir l'attaquer. Il rentre à sa base le 16 août.
Entre fin octobre et début novembre, il fait partie d'un barrage de quatre sous-marins entre la mer Ionienne et la mer Égée, sans apercevoir aucun navire bien que la flotte méditerranéenne britannique (Mediterranean Fleet) soit alors plus ou moins en mer dans cette zone.
A la fin du mois, il est à nouveau déployé (sous le commandement du lieutenant de vaisseau (tenente di vascello) Adriano Pini), cette fois au large de Malte, pour contrer l'opération britannique "Collar",. Le 28 novembre à 3h05 du matin, il aperçoit la 3e division de croiseurs de la Royal Navy, formée par le croiseur lourd HMS York (90) et les croiseurs légers HMS Glasgow (C21) et HMS Gloucester (62), et - à partir de 3 500 mètres - il lance deux torpilles des tubes d'étambot, avertissant de deux détonations puis d'une troisième plus violente,. Cependant, les sources britanniques ne confirment pas seulement les dommages, mais aussi l'attaque elle-même,.
Entre le 16 et le 25 décembre 1940, le Dessiè et les sous-marins Serpente et Fratelli Bandiera patrouillent autour de Malte. En janvier 1941, il est déployé au large de Derna. Les deux patrouilles se sont déroulées sans incident.
Le 20 mai 1941, Dessiè et de nombreux autres sous-marins sont déployés dans une zone située entre la Crète, Alexandrie et Sollum, pour soutenir l'invasion allemande de la Crète (opération Merkur).
Entre les 21 et 22 juillet 1941, il est envoyé entre Pantelleria et Malte avec trois autres sous-marins, pour s'opposer à l'opération britannique "Substance", consistant à envoyer un convoi de ravitaillement à Malte, mais il ne voit pas le convoi britannique.
Le 3 janvier 1942, le Dessiè est envoyé en patrouille dans une zone au sud de Malte avec pour mission de détecter et d'attaquer toute force navale britannique qui tenterait d'intercepter le convoi italien "M 43" apportant du ravitaillement en Libye. Aucun navire n'a été détecté.
À la mi-juin 1942, il est envoyé - avec quatre autres sous-marins, dont ses navires-jumeaux (sister ships) Aradam et Ascianghi - pour tendre une embuscade entre Malte, Pantelleria et Lampedusa en opposition au convoi britannique "Harpoon", dans le cadre de la bataille de la mi-juin; cependant, le sous-marin ne voit pas les unités adverses.

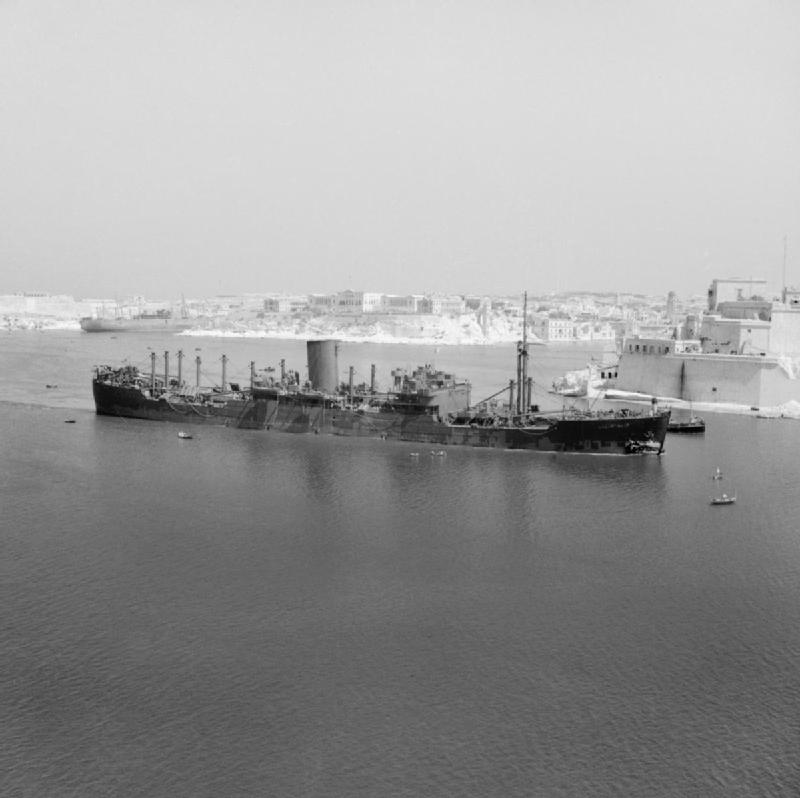
Le Brisbane Star arrivant à Malte à la fin de la bataille de la mi-août

Le 11 août 1942, le sous-marin est commandé par le lieutenant de vaisseau Renato Scandola et fait partie des onze sous-marins placés en embuscade au nord de la Tunisie, entre Scoglio Fratelli et Banco Skerki, pour attaquer un convoi britannique à destination de Malte pour l'opération britannique "Pedestal", et qui a abouti à la bataille de la mi-août,. Vers sept heures du soir du 12 août, il repère le convoi - estimé, à 19h10, à 14 navires marchands et dix destroyers. Iil passe à l'attaque en s'approchant jusqu'à 1 800 mètres et, à 19h38, il lance quatre torpilles. Il immobilise le grand navire-moteur frigorifique Brisbane Star (12 791 tonneaux de jauge brute ou tjb), qui réussit cependant plus tard à redémarrer les moteurs et à atteindre sa destination, même s'il est encore endommagé plus tard par les attaques des bombardiers torpilleurs de la Luftwaffe,. Certaines sources attribuent également à cette action le naufrage d'un autre navire marchand, le Deucalion (7 516 tjb), qui a cependant été coulé par les bombardiers torpilleurs allemands Heinkel He 111. A 19h56 le Dessiè, alors qu'il s'apprête à lancer également à partir de ses tubes d'étambot, est attaqué par des destroyers, qui le bombardent avec environ 120 grenades sous-marines jusqu'à 21h27, sans causer aucun dommage. Il fait surface à 22h12, observant les incendies des navires touchés par d'autres sous-marins et avions. Le 13, il est à nouveau soumis à un bombardement avec des blessés  et des dégâts divers, et doit donc rentrer au port..
Le 18 novembre 1942, il quitte Messine sous le commandement du lieutenant de vaisseau Alberto Gorini, pour rejoindre son propre secteur d'opérations. Le 27 novembre à 19h12, il communique pour la dernière fois avec sa base, puis il disparait.
Ce n'est qu'après la guerre que le sort du sous-marin est connu. Repéré par des avions le 28 novembre au large d'Annaba, en Algérie, il est soumis à une chasse anti-sous-marine par les destroyers HMS Quentin (G78) et HMAS Quiberon (G81), informés de sa présence par les avions,. Frappé par des grenades sous-marines, il est remonté à la surface avec une inclinaison et une gîte considérables et, avant qu'aucun membre de l'équipage ne puisse le quitter, il s'est à nouveau enfoncé de façon permanente à l'arrière à la position géographique de 37° 48′ N, 2° 14′ E,.
Avec la disparition du Dessiè, tout l'équipage formé par le commandant Gorini, 4 autres officiers et 43 sous-officiers et marins.
Le sous-marin avait effectué 26 missions de guerre, couvrant un total de 13 199 milles nautiques (24 445 km) en surface et 3 703 milles nautiques (6 859 km) sous l'eau.